# Praomys petteri
Praomys petteri es una especie de roedor de la familia Muridae.

## Distribución geográfica
Se encuentra en Camerún, República Centroafricana y República del Congo.

## Hábitat
Su hábitat natural son: bosques subtropicales o tropicales de baja altitud.